# AK Pula-Rovinj
Autoklub klub Pula-Rovinj, hrvatski automobilistički i motociklistički klub iz Pule. Osnovan je 1948. kao Auto-moto društvo Pula. 1965. godine osnovan je autoklub Rovinj koji se nedugo poslije udružio s pulskim klubom. Prvi su im koraci bili okupiti vozače, korisnika automobila i motocikala te svih ostalih ljudi koji su se zanimali za automobile i motocikle. Godine 1949. godine na današnjem Danteovu trgu, ondašnjem trgu Revolucije, na prostoru remontno–transportnog poduzeća AMK Pula je istinski počeo djelovati, uz dodatno proširenje aktivnosti s autoradionicama. Na tom su prostorudjelovali preko 40 godina. Od 1951. do 1959. godine Pulom se održavaju auto-moto utrke. Moto-utrka iz 1961. godine vožena je kod Arene i prenošena je preko radija. 1989. godine je na inicijativu ondašnjeg predsjednika auto-moto kluba Vlade Drndića pokrenuta gradnja novog objekta na Monvidalu, današnja Štiglićeva ulica. Svečano je otvoren 13. travnja 1991. godine, na isti kad kad je u Puli izglasovan i donesen novi Statut Hrvatskog autokluba. Uz pulski automobilizam vezana su imena vozačkih legenda kao što su Nedjeljko Adamov, višestruki državni prvak i športski sudac Mario Delmoro, Elio Radola, višegodišnji državni prvaci supružnici Iva i Nenad Damarija, braća Hrvoje i Domagoj Belinić, Marko Mirosavljević, a u klupske zaslužnike spadaju Milka Bilić, višegodišnji voditelj Istarskog rallyja Tarcizio Bastijanić, Aldo Skira, Petar Mirković, Frančeska Dabiron, Kristina Stanić, Katica Dujmović, Diego Radešić, Vjekoslav Marjanović i Luka Belić. 
Uspješni su i Marko Stanisavljević i dr.
Danas HAK Pula–Rovinj djeluje na području Kanfanara, Žminja, Bala, Marčane, Medulina, Vodnjana, Svetvinčenta i Barbana. Aktivan u više segmenata. Ističe se športska koja osim natjecateljskog ima obrazovni karakter.